# IMR-90
IMR-90（Institute for Medical Research-90）是一種人類二倍體胚胎成纖維細胞系，最初分離自一名16周大白人女嬰的肺部組織，表現出許多已分化平滑肌細胞的特徵。

## 特徵
肌動蛋白附著位點的顯著規則性縱向排列，以及細長的形狀均是IMR-90和平滑肌細胞兩者的相同之處，而這對於協調收縮是必不可少的。此外，黏着小帶交界處還包含着metavinculin（一種存在於平滑肌等處的紐蛋白的剪接變體），然而在培養細胞的過程中尚未證明它是穩定表達的。由於表達着SM22蛋白，以及與平滑肌相關的α-肌動蛋白亞型和肌鈣蛋白，因此將IMR-90細胞歸為成肌纖維細胞。當IMR-90細胞在橡膠硅（rubbery silicon）的表面上進行培養時，它對刺激的響應速度，快於其他已建立細胞系衍生出來的成纖維細胞的收縮速度。有研究就透過研究IMR-90細胞，得出一個結論，即肌動蛋白附著位點的周期性是平滑肌細胞收縮效率的基本決定因素。
IMR-90細胞的病毒敏感性類似於WI-38細胞（對人脊髓灰質炎病毒、水痘帶狀皰疹病毒、單純皰疹病毒、痘瘡病毒、人皰疹病毒、人類巨細胞病毒和水疱性口炎病毒等敏感），並且因為它的分裂潛能、病毒敏感性和其他特性已被充分研究，因此該細胞系可以被視為WI-38細胞等標凖人類肺部細胞系的替代品，然而有研究指出同樣為WI-38細胞代替品的MRC-5細胞，其使用壽命比IMR-90細胞更長。

## 研究
除了可以成為許多標凖人類肺部細胞系的替代品，該細胞系還可以應用於研究花崗岩等多種納米顆粒的細胞毒性。
2014年，有研究通過共表達三種致癌因子，即HRAS、SV40大T抗原及hTERT（RSH），建立了已轉化的IMR90細胞。經RSH轉化的細胞具有癌症的特徵，例如它們可以在不依賴錨定的條件下生長、對細胞凋亡的反應減弱，並且具有復發性的染色體異常。經RSH轉化的細胞往往顯示出增強的遷移能力，而是次實驗則在僅表達hTERT的IMR90細胞中觀察到這個現象。這表明hTERT在細胞遷移中發揮作用，因此可能在腫瘤轉化過程中有助於轉移潛力。在經RSH轉化和過度表達hTERT的IMR90細胞中，發現Ku70的表達均被上調，而這正暗示了hTERT在DNA損傷反應中的潛在作用。
IMR90 ER：RAS是一種廣泛用於研究細胞培養過程中，癌基因誘導的衰老的模型，而該模型是利用了被4-羥基-他莫西芬（4-OHT）誘導型ER：RAS構建體感染的IMR90細胞。 

## 外部連結
- Cellosaurus entry for IMR-90（页面存档备份，存于）